# خوسيه فابيو سانتوس دي أوليفيرا
خوسيه فابيو سانتوس دي أوليفيرا (بالبرتغالية: José Fábio Santos de Oliveira‏) (21 أبريل 1987 في ماسايو في البرازيل – )؛ هو لاعب كرة قدم سابق كان يلعب كمهاجم.

## وصلات خارجية
- خوسيه فابيو سانتوس دي أوليفيرا على موقع رابطة كرة القدم اليابانية للمحترفين (اليابانية)
- خوسيه فابيو سانتوس دي أوليفيرا على موقع دوري كوريا الجنوبية (الإنجليزية)
- خوسيه فابيو سانتوس دي أوليفيرا على موقع قاعدة بيانات كرة القدم.إي يو (الإنجليزية)
- خوسيه فابيو سانتوس دي أوليفيرا على موقع Soccerway.com (الإنجليزية)
- خوسيه فابيو سانتوس دي أوليفيرا على موقع عالم كرة القدم.نت (الإنجليزية)